# Pachypodium horombense
Pachypodium horombense Poiss., 1924 è una pianta della famiglia delle Apocinacee, endemica del Madagascar.

## Descrizione
Pachypodium horombense è una specie a foglia caduca. Fiorisce a marzo con fiori di color giallo-arancio.
È ricca di alcaloidi o glicosidi, in particolare nei semi e nel lattice, potenzialmente pericolosi per l'uomo.

## Distribuzione e habitat
L'areale della specie è ristretto al Madagascar centro-meridionale.